# Santi patroni cattolici dei comuni del Friuli-Venezia Giulia
Lista di santi patroni cattolici dei comuni del Friuli-Venezia Giulia:

## Regione Friuli-Venezia Giulia
- Santi Ermacora e Fortunato (12 luglio)

## Provincia di Gorizia
- Gorizia: santi Ilario e Taziano (16 marzo)
- Capriva del Friuli: Ss. Nome di Maria (12 settembre)
- Cormons: sant'Adalberto di Praga (23 aprile)
- Doberdò del Lago: san Martino (16 settembre)
- Dolegna del Collio: san Giuseppe (19 marzo)
- Farra d'Isonzo: B.V Maria Assunta (15 agosto)
- Fogliano Redipuglia: Madonna della Salute (21 novembre)
- Gradisca d'Isonzo: santi Pietro e Paolo (29 giugno)
- Grado: santi Ermacora e Fortunato (12 luglio)
- Mariano del Friuli: san Gottardo (5 maggio)
- Medea: San Giorgio martire (23 aprile)
- Monfalcone: Madonna della Salute (21 novembre)
- Moraro: sant’Andrea (30 novembre)
- Mossa: sant’Andrea (30 novembre)
- Romans d'Isonzo: santa Maria Annunziata (25 marzo)
- Ronchi dei Legionari: san Lorenzo martire (10 agosto)
- Sagrado: san Nicolò (6 dicembre)
- San Canzian d'Isonzo: Santissimi martiri Canziani (31 maggio)
- San Floriano del Collio: san Floriano di Lorch (4 maggio)
- San Lorenzo Isontino: san Lorenzo martire (10 agosto)
- San Pier d'Isonzo: santi Pietro e Paolo (29 giugno)
- Savogna d'Isonzo: san Martino (11 novembre)
- Staranzano: santi Pietro e Paolo (29 giugno)
- Turriaco: san Rocco (16 agosto)
- Villesse: san Rocco (16 agosto)

## Provincia di Pordenone
- Pordenone: san Marco evangelista (25 aprile) e Madonna delle Grazie (8 settembre)
- Andreis: Madonna delle Grazie (8 settembre)
- Arba: san Michele arcangelo (29 settembre)
- Aviano:
- Azzano Decimo: san Pietro apostolo (29 giugno)
- Barcis:
- Brugnera:
- Budoia: sant'Andrea apostolo (30 novembre)
- Caneva: san Tommaso apostolo (3 luglio)
- Casarsa della Delizia: Madonna del Rosario (7 ottobre)
- Castelnovo del Friuli:
- Cavasso Nuovo: san Remigio (1º ottobre)
- Chions: san Giorgio martire (23 aprile)
- Cimolais: santa Maria Assunta (15 agosto)
- Claut: san Giorgio martire (23 aprile)
- Clauzetto: san Martino (11 novembre)
- Cordenons: san Pietro apostolo (29 giugno) e santa Maria Bambina (8 settembre)
- Cordovado: sant'Andrea apostolo (30 novembre)
- Erto e Casso: san Bartolomeo apostolo (24 agosto) e santi Gervasio e Protasio (19 giugno)
- Fanna:
- Fiume Veneto: san Niccolò (6 dicembre)
- Fontanafredda: san Giorgio martire (23 aprile)
- Frisanco:
- Maniago: san Mauro di Parenzo (21 novembre)
- Meduno:
- Montereale Valcellina: santa Maria Assunta (15 agosto)
- Morsano al Tagliamento: san Martino (11 novembre)
- Pasiano di Pordenone: san Paolo apostolo (25 gennaio)
- Pinzano al Tagliamento: san Martino (11 novembre)
- Polcenigo:
- Porcia: san Giorgio martire (23 aprile)
- Prata di Pordenone: santa Lucia (13 dicembre)
- Pravisdomini: sant'Antonio abate (17 gennaio)
- Roveredo in Piano: san Bartolomeo apostolo (24 agosto)
- Sacile: san Niccolò (6 dicembre)
- San Giorgio della Richinvelda: san Giorgio martire (23 aprile)
- San Martino al Tagliamento: san Martino (11 novembre)
- San Quirino: san Quirino di Siscia (4 giugno)
- San Vito al Tagliamento: santi Vito, Modesto e Crescenzia (15 giugno)
- Sequals:
- Sesto al Reghena:
- Spilimbergo: santa Maria Assunta (15 agosto) e san Rocco (16 agosto)
- Tramonti di Sopra:
- Tramonti di Sotto:
- Travesio: san Pietro apostolo (29 giugno)
- Vajont: Esaltazione della Santa Croce (14 settembre)
- Valvasone Arzene: santi Pietro e Paolo (29 giugno) e san Michele arcangelo (29 settembre)
- Vito d'Asio:
- Vivaro: santa Maria Assunta (15 agosto)
- Zoppola: san Martino (11 novembre)

## Provincia di Trieste
- Trieste: san Giusto (3 novembre)
- Duino-Aurisina: san Rocco (16 agosto)
- Monrupino: san Rocco (16 agosto)
- Muggia: santi Giovanni e Paolo (26 giugno)
- San Dorligo della Valle: sant'Ulderico (4 luglio)
- Sgonico: san Michele arcangelo (29 settembre)

## Provincia di Udine
- Udine: santi Ermacora e Fortunato (12 luglio)
- Aiello del Friuli:
- Amaro:
- Ampezzo: Madonna del Rosario e san Daniele profeta[La voce su Ampezzo dice Ss. Pietro e Paolo]
- Aquileia:
- Arta Terme:
- Artegna:San Rocco
- Attimis:
- Bagnaria Arsa:
- Basiliano:
- Bertiolo:
- Bicinicco:
- Bordano:
- Buja:
- Buttrio:
- Camino al Tagliamento:
- Campoformido:
- Campolongo al Torre:
- Carlino:
- Cassacco:
- Castions di Strada:
- Cavazzo Carnico:
- Cercivento:
- Cervignano del Friuli: san Michele arcangelo (29 settembre)
- Chiopris-Viscone:
- Chiusaforte: San Bartolomeo (24 agosto)
- Cividale del Friuli: san Donato (21 agosto)
- Codroipo:
- Colloredo di Monte Albano:
- Comeglians:
- Corno di Rosazzo:
- Coseano:
- Dignano:
- Dogna:
- Drenchia:
- Enemonzo: santi Ilario e Taziano (16 marzo)
- Faedis:
- Fagagna:
- Fiumicello Villa Vicentina:
- Flaibano:
- Forgaria nel Friuli:
- Forni Avoltri:
- Forni di Sopra:
- Forni di Sotto:
- Gemona del Friuli:
- Gonars: San Canciano martire (30 maggio)
- Grimacco:
- Latisana:
- Lauco:
- Lestizza:
- Lignano Sabbiadoro:
- Lusevera:
- Magnano in Riviera:
- Majano:
- Malborghetto Valbruna:
- Manzano:
- Marano Lagunare:
- Martignacco:
- Mereto di Tomba:
- Moggio Udinese:
- Moimacco:
- Montenars:
- Mortegliano:
- Moruzzo:
- Muzzana del Turgnano:
- Nimis:
- Osoppo:
- Ovaro:
- Pagnacco:
- Palazzolo dello Stella:
- Palmanova:
- Paluzza:
- Pasian di Prato: San Giacomo
- Paularo:
- Pavia di Udine:
- Pocenia:
- Pontebba:
- Porpetto:
- Povoletto: san Clemente I papa (23 novembre)
- Pozzuolo del Friuli:
- Pradamano:
- Prato Carnico:
- Precenicco:
- Premariacco:
- Preone:
- Prepotto:
- Pulfero:
- Ragogna:
- Ravascletto:
- Raveo:
- Reana del Rojale:
- Remanzacco: san Giovanni Battista (24 giugno)
- Resia:
- Resiutta:
- Rigolato:
- Rive d'Arcano:
- Rivignano: San Lorenzo
- Ronchis:
- Ruda: santo Stefano (26 dicembre)
- San Daniele del Friuli:
- San Giorgio di Nogaro:
- San Giovanni al Natisone:
- San Leonardo:
- San Pietro al Natisone:
- San Vito al Torre:
- San Vito di Fagagna:
- Santa Maria la Longa:
- Sauris: sant'Osvaldo re (5 agosto)
- Savogna:
- Sedegliano:
- Socchieve: san Martino (11 novembre) e santa Maria Annunziata
- Stregna:
- Sutrio:
- Taipana:
- Talmassons:
- Tapogliano: san Martino (11 novembre)
- Tarcento:
- Tarvisio:
- Tavagnacco:
- Teor:
- Terzo d'Aquileia:
- Tolmezzo: san Martino (11 novembre)
- Torreano: san Martino (11 novembre)
- Torviscosa:
- Trasaghis:
- Treppo Grande:
- Treppo Ligosullo:
- Tricesimo:
- Trivignano Udinese:
- Varmo:
- Venzone:
- Verzegnis:
- Villa Santina: San Lorenzo (10 agosto)
- Visco:
- Zuglio: